# Hieronim Cielecki
Hieronim Cielecki herbu Zaremba (ur. 1563, zm. 6 kwietnia 1627) – biskup rzymskokatolicki. 

## Życiorys
Był synem Bartłomieja dziedzica Cielec i Anny Gajewskiej herbu Ostoja.
Kanonik krakowski, od 6 października 1624 ordynariusz płocki, prepozyt kapituły katedralnej poznańskiej w latach 1609-1625.
Od 1603 był wychowawcą dzieci Zygmunta III Wazy i od 1609 kanclerz królowej Konstancji Austriaczki. Pisarz kancelarii mniejszej koronnej w latach 1595-1600, sekretarz królewski w 1600 roku, regens kancelarii większej koronnej. W 1613 został mianowany referendarzem wielkim koronnym, prepozyt płockiej kapituły katedralnej w latach 1617–1624.